# Капоијале-Изола Варано (Фођа)
Капоијале-Изола Варано (итал. Capoiale-Isola Varano) је насеље у Италији у округу Фођа, региону Апулија.
Према процени из 2011. у насељу је живело 45 становника. Насеље се налази на надморској висини од 0 м.